# Деріддер (Луїзіана)
Деріддер (англ. DeRidder) — місто (англ. city) в США, в округах Борегард і Вернон штату Луїзіана. Населення — 9852 особи (2020).

## Географія
Деріддер розташований за координатами 30°50′42″ пн. ш. 93°17′43″ зх. д. / 30.84500° пн. ш. 93.29528° зх. д. (30.845013, -93.295203).  За даними Бюро перепису населення США в 2010 році місто мало площу 23,90 км², з яких 23,67 км² — суходіл та 0,23 км² — водойми.

## Демографія
Згідно з переписом 2010 року, у місті мешкало 10 578 осіб у 4161 домогосподарстві у складі 2740 родин. Густота населення становила 443 особи/км².  Було 4634 помешкання (194/км²).
Расовий склад населення:
| - 59,6 % — білих - 33,4 % — чорних або афроамериканців - 1,5 % — азіатів - 0,9 % — корінних американців - 0,1 % — вихідців з тихоокеанських островів - 1,0 % — осіб інших рас |

До двох чи більше рас належало 3,5 %. Частка іспаномовних становила 4,5 % від усіх жителів.
За віковим діапазоном населення розподілялося таким чином: 26,6 % — особи молодші 18 років, 59,6 % — особи у віці 18—64 років, 13,8 % — особи у віці 65 років та старші. Медіана віку мешканця становила 35,5 року. На 100 осіб жіночої статі у місті припадало 91,1 чоловіків;  на 100 жінок у віці від 18 років та старших — 87,0 чоловіків також старших 18 років.
Середній дохід на одне домашнє господарство  становив 50 006 доларів США (медіана — 37 903), а середній дохід на одну сім'ю — 57 776 доларів (медіана — 51 526). Медіана доходів становила 40 223 долари для чоловіків та 25 493 долари для жінок. За межею бідності перебувало 27,9 % осіб, у тому числі 39,1 % дітей у віці до 18 років та 13,7 % осіб у віці 65 років та старших.
Цивільне працевлаштоване населення становило 4218 осіб. Основні галузі зайнятості: освіта, охорона здоров'я та соціальна допомога — 21,4 %, мистецтво, розваги та відпочинок — 16,3 %, роздрібна торгівля — 14,7 %.